# Alexandre Bachelet
Pour les articles homonymes, voir Bachelet.
Alexandre Bachelet est un homme politique français, enseignant de profession, né le 6 janvier 1866 à Saudemont (Pas-de-Calais) et mort le 1er août 1945 dans le 16e arrondissement de Paris.

## Biographie
Fils d'ouvriers, Alexandre Bachelet suit ses parents qui s'installent à Saint-Ouen, près de Paris. Il devient ouvrier lui-même, mais prépare, puis obtient, le brevet d'enseignement primaire, et devient instituteur, puis répétiteur, et enfin inspecteur des études (c'est-à-dire surveillant général) au collège Chaptal de Paris.
Militant socialiste (il adhère à la SFIO après l'unification) et franc-maçon, Alexandre Bachelet est l'auteur de brochures sur le mouvement corporatif, l'organisation syndicale, les théories socialistes. L'une d'elles La doctrine collectiviste et ses moyens d'application a connu un certain succès. Il devient conseiller municipal et adjoint au maire de Saint-Ouen en 1912. La même année, il devient conseiller général de la Seine et secrétaire du conseil général. 
Pendant la première guerre mondiale, il rejoint en 1914 son poste d'officier gestionnaire d'un hôpital et n'est démobilisé qu'en 1919.
Réélu au conseil municipal en 1919, il devient premier adjoint. Réélu conseiller général,  il retrouve sa place dans le groupe socialiste et devient vice-président de la commission de l'instruction publique. Il se déclare partisan du rachat de tous les services départementaux et de leur exploitation par des régies autonomes avec la participation du personnel.
Après le congrès de Tours, il adhère au Parti communiste, mais il est exclu dès janvier 1923, notamment parce qu'il refuse de quitter la franc-maçonnerie. Il milite dès lors dans des mouvements politiques situés entre le PC et la SFIO : le Parti communiste unitaire, puis le Comité central de l'Union socialiste communiste, et enfin le Parti d'unité prolétarienne (PUP), à partir de 1930.
Candidat malheureux du Cartel des gauches aux élections législatives de 1924, il conserve cependant ses mandats locaux. Il est élu sénateur en 1927, grâce aux voix des élus communistes, avec qui il a gardé de bonnes relations personnelles. Il est réélu en 1936.
Le 31 janvier 1937, il approuve le ralliement du PUP à la SFIO. 
À la suite de la signature du Pacte germano-soviétique, il est l'un des rares sénateurs SFIO à saluer publiquement le député communiste Marcel Cachin lors des débats sur la déchéance des députés du Parti communiste lors des séances du 19 janvier et 29 février 1940 au milieu de l'ambiance anti-communiste qui règne alors. Le député communiste Florimond Bonte lui rendra hommage en saluant son courage en 1949.

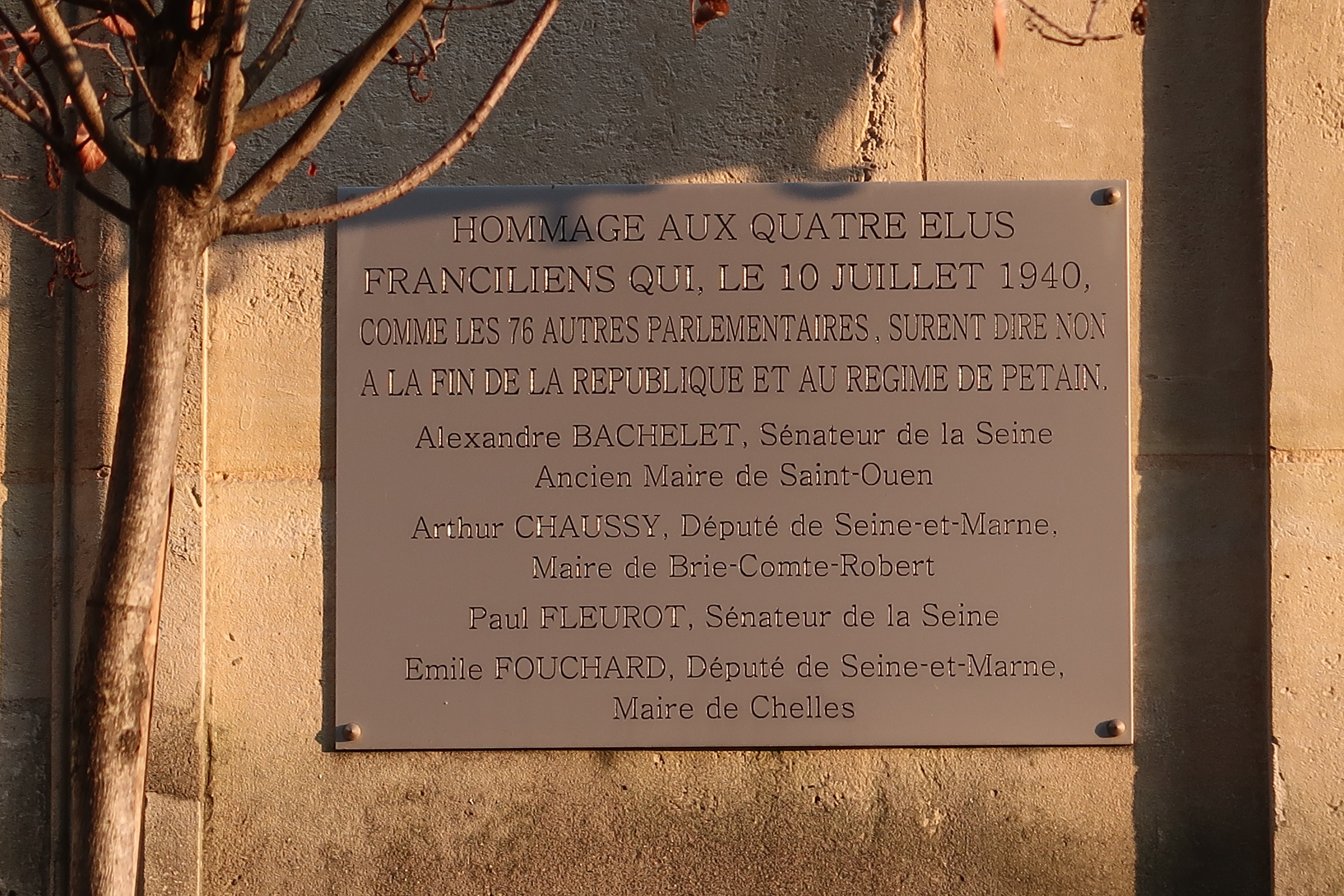
Plaque commémorative 57 rue de Babylone (Paris).

Le 10 juillet 1940, il vote contre les pleins pouvoirs au maréchal Pétain. En raison de son âge, il ne s'engage pas dans la Résistance. Il est cependant président du comité local de Libération et maire de Saint-Ouen d'août 1944 à mai 1945, date à laquelle la liste SFIO, qu'il mène, est battue par la liste communiste. Il meurt peu après, et est inhumé au cimetière municipal de Saint-Ouen.